# 夕べの料理
『夕べの料理』（ゆうべのりょうり、英語: Cook's Night Out）は、イギリスで1937年（昭和12年）に放送された英国放送協会のテレビ番組。マルセル・ブールスタンが出演する料理番組だった。この番組は5回にわたって放送され、ブールスタンはそれぞれの回でそれぞれ異なる料理の作り方を実演した。作られた5つの料理は、別々に出すことも、一つのコースとして5皿分を提供することもできるように構成されていた。初回のテーマは「オムレツの作り方」だった。
この番組以前にもラジオでの料理番組はあったが、この番組はテレビ番組として放送された黎明期の料理番組のうちの一つである。
ブールスタンはこの番組の後も英国放送協会で仕事を続け、1937年の「Dish of the Month」や、1939年の「Foundations of Cookery」でも司会を務めた。
この番組は生放送であったため映像は残っていない。テレビの生放送を録画する方法は1947年後半まで存在しておらず、英国放送協会でも1950年代半ばまでは番組を録画することは非常に稀なことだった。
日本では、1月21日はこの番組が放送開始された日にちなんで「料理番組の日」と制定されている。